# Hausen-Oes
Hausen-Oes ist ein Stadtteil von Butzbach im hessischen Wetteraukreis. Der Ort liegt, von Wald umgeben im östlichen Hintertaunus, am Hausberg und am Brülerberg im Naturpark Taunus. Durch Hausen-Oes führt die Landesstraße 3053.

## Geschichte

### Ortsgeschichte
Bereits in der Jungsteinzeit soll der Bereich besiedelt worden sein. Die Römer führten den Limes am Ort vorbei. Südlich von Hausen befindet sich das Kleinkastell Hunnenkirchhof.
Oes wurde 1319 erstmals urkundlich erwähnt.
In Hausen wird 1488 erstmals ein Pfarrer erwähnt. 1556 wurde die Reformation in Hausen-Oes eingeführt. Hausen und der Nachbarort Nieder-Weisel wurden 1806 hessisch. Vom 16. Jahrhundert bis in die 1960er Jahre gab es eine Schule.
Die Evangelische Kirche wurde 1860 auf den alten Fundamenten der kleinen mittelalterlichen Kirche von 1300 errichtet.
Die Gemeinden Hausen und Oes wurden am 1. Januar 1968 zur kurzlebigen Gemeinde Hausen-Oes zusammengeschlossen. Zum 1. August 1972 wurde Hausen-Oes im Zuge der Gebietsreform in Hessen kraft Landesgesetz in die Stadt Butzbach eingemeindet. Für Hausen-Oes wurde, wie für die übrigen Stadtteile, ein Ortsbezirk mit Ortsbeirat und Ortsvorsteher eingerichtet.

### Verwaltungsgeschichte im Überblick
Die folgende Liste zeigt die Staaten und Verwaltungseinheiten, denen Hausen-Oes angehört(e):
- vor 1718: Heiliges Römisches Reich, Grafschaft  Solms-Lich, Amt Nieder-Weisel
- ab 1718: Heiliges Römisches Reich, Grafschaft Solms-Hohensolms-Lich, Amt Nieder-Weisel
- ab 1792: Heiliges Römisches Reich, Fürstentum Solms-Hohensolms-Lich, Amt Nieder-Weisel
- ab 1806: Großherzogtum Hessen (Souveränitätslande),[Anm. 2] Fürstentum Oberhessen, Amt Nieder-Weisel (des Fürsten Solms-Hohensolms-Lich)[8]
- ab 1815: Provinz Oberhessen (Souveränitätslande), Amt Nieder-Weisel (des Fürsten Solms-Hohensolms-Lich)[9]
- ab 1820: Großherzogtum Hessen, Provinz Oberhessen, Amt Nieder-Weisel[Anm. 3]
- ab 1822: Großherzogtum Hessen, Provinz Oberhessen, Landratsbezirk Hungen[10][Anm. 4]
- ab 1837: Großherzogtum Hessen, Provinz Oberhessen,  Kreis Friedberg
- ab 1848: Großherzogtum Hessen, Regierungsbezirk Friedberg
- ab 1852: Großherzogtum Hessen, Provinz Oberhessen, Kreis Friedberg
- ab 1867: Norddeutscher Bund,[Anm. 5] Großherzogtum Hessen, Provinz Oberhessen, Kreis Friedberg
- ab 1871: Deutsches Reich, Großherzogtum Hessen, Provinz Oberhessen, Kreis Friedberg
- ab 1918: Deutsches Reich (Weimarer Republik), Volksstaat Hessen, Provinz Oberhessen, Kreis Friedberg
- ab 1938: Deutsches Reich, Volksstaat Hessen, Landkreis Friedberg[11][Anm. 6]
- ab 1945: Amerikanische Besatzungszone,[Anm. 7] Groß-Hessen, Regierungsbezirk Darmstadt, Landkreis Friedberg
- ab 1946: Amerikanische Besatzungszone, Hessen, Regierungsbezirk Darmstadt, Landkreis Friedberg
- ab 1949: Bundesrepublik Deutschland, Hessen, Regierungsbezirk Darmstadt, Landkreis Friedberg
- ab 1972: Bundesrepublik Deutschland, Hessen, Regierungsbezirk Darmstadt, Wetteraukreis, Stadt Butzbach

### Gerichte seit 1803
In der Landgrafschaft Hessen-Darmstadt wurde mit Ausführungsverordnung vom 9. Dezember 1803 das Gerichtswesen neu organisiert. Für das Fürstentum Oberhessen (ab 1815 Provinz Oberhessen) wurde das „Hofgericht Gießen“ eingerichtet. Es war für normale bürgerliche Streitsachen Gericht der zweiten Instanz, für standesherrliche Familienrechtssachen und Kriminalfälle die erste Instanz. Übergeordnet war das Oberappellationsgericht Darmstadt. Die Rechtsprechung der ersten Instanz wurde durch die Ämter bzw. Standesherren vorgenommen und somit war für Hausen mit Oes ab 1806 das „Patrimonialgericht der Fürsten Solms-Hohensolms-Lich“ in Nieder-Weisel zuständig. Nach der Gründung des Großherzogtums Hessen 1806 wurden die Aufgaben der ersten Instanz 1821–1822 im Rahmen der Trennung von Rechtsprechung und Verwaltung auf die neu geschaffenen Land- bzw. Stadtgerichte übertragen. Ab 1822 ließen die Fürsten von Solms-Hohensolms-Lich ihre Rechte am Gericht durch das Großherzogtum Hessen in ihrem Namen ausüben. „Landgericht Lich“ war daher die Bezeichnung für das erstinstanzliche Gericht das für Hausen mit Oes zuständig war. Auch auf sein Recht auf die zweite Instanz, die durch die Justizkanzlei in Hungen ausgeübt wurde verzichtete der Fürst 1823. Erst infolge der Märzrevolution 1848 wurden mit dem „Gesetz über die Verhältnisse der Standesherren und adeligen Gerichtsherren“ vom 15. April 1848 die standesherrlichen Sonderrechte endgültig aufgehoben. Zu Beginn des Jahres 1837 wurde Nieder-Weisel mit Hausen-Oes dem Landgericht Friedberg zugeteilt. Nieder-Weisel mit Hausen und Oes wurde zum 1. Juli 1840 vom Landgericht Friedberg abgetrennt und bildeten mit weiteren Gemeinden den Bezirk des neu errichteten Landgerichts Butzbach.
Anlässlich der Einführung des Gerichtsverfassungsgesetzes mit Wirkung vom 1. Oktober 1879, infolge derer die bisherigen großherzoglichen Landgerichte durch Amtsgerichte an gleicher Stelle ersetzt wurden, während die neu geschaffenen Landgerichte nun als Obergerichte fungierten, kam es zur Umbenennung in „Amtsgericht Butzbach“ und Zuteilung zum Bezirk des Landgerichts Gießen.
2004 wurde das Amtsgericht Butzbach aufgelöst und in das Amtsgericht Friedberg integriert.

### Einwohnerentwicklung
Belegte Einwohnerzahlen für Hausen bis 1970 sind:
- 1961: 121 evangelische (= 84,62 %), 14 katholische (= 9,79 %)

| Hausen: Einwohnerzahlen von 1834 bis 1970 | Hausen: Einwohnerzahlen von 1834 bis 1970 | Hausen: Einwohnerzahlen von 1834 bis 1970 | Hausen: Einwohnerzahlen von 1834 bis 1970 | Hausen: Einwohnerzahlen von 1834 bis 1970 |
| --- | ----------------------------------------- | ----------------------------------------- | ----------------------------------------- | ----------------------------------------- |
| Jahr |                                           |                                           |                                           | Einwohner                                 |
| 1834 | 1834                                      |                                           | 149                                       | 149                                       |
| 1840 | 1840                                      |                                           | 172                                       | 172                                       |
| 1846 | 1846                                      |                                           | 170                                       | 170                                       |
| 1852 | 1852                                      |                                           | 162                                       | 162                                       |
| 1858 | 1858                                      |                                           | 117                                       | 117                                       |
| 1864 | 1864                                      |                                           | 112                                       | 112                                       |
| 1871 | 1871                                      |                                           | 114                                       | 114                                       |
| 1875 | 1875                                      |                                           | 107                                       | 107                                       |
| 1885 | 1885                                      |                                           | 102                                       | 102                                       |
| 1895 | 1895                                      |                                           | 98                                        | 98                                        |
| 1905 | 1905                                      |                                           | 95                                        | 95                                        |
| 1910 | 1910                                      |                                           | 98                                        | 98                                        |
| 1925 | 1925                                      |                                           | 98                                        | 98                                        |
| 1939 | 1939                                      |                                           | 114                                       | 114                                       |
| 1946 | 1946                                      |                                           | 167                                       | 167                                       |
| 1950 | 1950                                      |                                           | 168                                       | 168                                       |
| 1956 | 1956                                      |                                           | 143                                       | 143                                       |
| 1961 | 1961                                      |                                           | 143                                       | 143                                       |
| 1967 | 1967                                      |                                           | 206                                       | 206                                       |
| 1970 | 1970                                      |                                           | 218                                       | 218                                       |
| Datenquelle: Historisches Gemeindeverzeichnis für Hessen: Die Bevölkerung der Gemeinden 1834 bis 1967. Wiesbaden: Hessisches Statistisches Landesamt, 1968. Weitere Quellen: |                                           |                                           |                                           |                                           |

Belegte Einwohnerzahlen für Oes bis 1970 sind:
- 1961: 9 evangelische (= 56,25 %), 6 katholische (= 37,50 %) Einwohner

| Oes: Einwohnerzahlen von 1834 bis 1970 | Oes: Einwohnerzahlen von 1834 bis 1970 | Oes: Einwohnerzahlen von 1834 bis 1970 | Oes: Einwohnerzahlen von 1834 bis 1970 | Oes: Einwohnerzahlen von 1834 bis 1970 |
| --- | -------------------------------------- | -------------------------------------- | -------------------------------------- | -------------------------------------- |
| Jahr |                                        |                                        |                                        | Einwohner                              |
| 1834 | 1834                                   |                                        | 30                                     | 30                                     |
| 1840 | 1840                                   |                                        | 38                                     | 38                                     |
| 1846 | 1846                                   |                                        | 48                                     | 48                                     |
| 1852 | 1852                                   |                                        | 42                                     | 42                                     |
| 1858 | 1858                                   |                                        | 37                                     | 37                                     |
| 1864 | 1864                                   |                                        | 21                                     | 21                                     |
| 1871 | 1871                                   |                                        | 13                                     | 13                                     |
| 1875 | 1875                                   |                                        | 16                                     | 16                                     |
| 1885 | 1885                                   |                                        | 15                                     | 15                                     |
| 1895 | 1895                                   |                                        | 5                                      | 5                                      |
| 1905 | 1905                                   |                                        | 8                                      | 8                                      |
| 1910 | 1910                                   |                                        | 8                                      | 8                                      |
| 1925 | 1925                                   |                                        | 7                                      | 7                                      |
| 1939 | 1939                                   |                                        | 9                                      | 9                                      |
| 1946 | 1946                                   |                                        | 11                                     | 11                                     |
| 1950 | 1950                                   |                                        | 16                                     | 16                                     |
| 1956 | 1956                                   |                                        | 26                                     | 26                                     |
| 1961 | 1961                                   |                                        | 16                                     | 16                                     |
| 1967 | 1967                                   |                                        | 22                                     | 22                                     |
| 1970 | 1970                                   |                                        | 27                                     | 27                                     |
| Datenquelle: Historisches Gemeindeverzeichnis für Hessen: Die Bevölkerung der Gemeinden 1834 bis 1967. Wiesbaden: Hessisches Statistisches Landesamt, 1968. Weitere Quellen: LAGIS |                                        |                                        |                                        |                                        |

Belegte Einwohnerzahlen für Hausen-Oes sind:
| Hausen-Oes: Einwohnerzahlen von 1970 bis 2022 | Hausen-Oes: Einwohnerzahlen von 1970 bis 2022 | Hausen-Oes: Einwohnerzahlen von 1970 bis 2022 | Hausen-Oes: Einwohnerzahlen von 1970 bis 2022 | Hausen-Oes: Einwohnerzahlen von 1970 bis 2022 |
| --------------------------------------------- | --------------------------------------------- | --------------------------------------------- | --------------------------------------------- | --------------------------------------------- |
| Jahr                                          |                                               |                                               |                                               | Einwohner                                     |
| 1970                                          | 1970                                          |                                               | 245                                           | 245                                           |
| 1980                                          | 1980                                          |                                               | ?                                             | ?                                             |
| 1990                                          | 1990                                          |                                               | ?                                             | ?                                             |
| 2008                                          | 2008                                          |                                               | 351                                           | 351                                           |
| 2010                                          | 2010                                          |                                               | 354                                           | 354                                           |
| 2015                                          | 2015                                          |                                               | 380                                           | 380                                           |
| 2022                                          | 2022                                          |                                               | 367                                           | 367                                           |
| Quellen: LAGIS; 2008–2015; 2022               |                                               |                                               |                                               |                                               |

## Ortsbeirat
Vorsitzender des Ortsbeirates ist seit 2021 Benjamin Ferber.

## Kultur und Sehenswürdigkeiten
- Auf dem Hausberg und dem Brülerberg wurden bei Ausgrabungen keltische Ringwälle entdeckt.
- Zwischen den beiden Bergen verläuft der Keltenwanderweg.
- Durch Hausen und am Südrand von Oes vorbei verläuft der Europäische Fernwanderweg E3, der hier von Bodenrod nach Butzbach führt.